# フォールリバー郡 (サウスダコタ州)
フォールリバー郡（英: Fall River County）は、アメリカ合衆国サウスダコタ州の南西部隅に位置する郡である。2010年国勢調査での人口は7,094人であり、2000年の7,453人から4.8％減少した。郡庁所在地はホットスプリングス市（人口3,711人）であり、同郡で人口最大の町でもある。ホットスプリングスは隣接するオグラララコタ郡の管理センターも兼ねている。

## 地理
アメリカ合衆国国勢調査局に拠れば、郡域全面積は1,749平方マイル (4,529.9 km2)であり、このうち陸地は1,740平方マイル (4,506.6 km2)、水域は9平方マイル (23.3 km2)で水域率は0.53％である。フォールリバー郡は州境にあるので、西のワイオミング州と南のネブラスカ州に接している。

### 主要高規格道路
| - アメリカ国道18号線 - アメリカ国道385号線 - サウスダコタ州道71号線 - サウスダコタ州道79号線 | - サウスダコタ州道89号線 - サウスダコタ州道471号線 |

### 隣接する郡
- カスター郡 - 北
- オグラララコタ郡 - 東
- ドーズ郡 (ネブラスカ州) - 南東
- スー郡 (ネブラスカ州) - 南
- ニオブララ郡 (ワイオミング州) - 西

### 国立保護地域
- ブラックヒルズ国立の森（部分)
- バッファローギャップ国立草原（部分)

## 人口動態
以下は2000年の国勢調査による人口統計データである。
| 基礎データ - 人口: 7,453人 - 世帯数: 3,127 世帯 - 家族数: 1,976 家族 - 人口密度: 2人/km2（4人/mi2） - 住居数: 3,812軒 - 住居密度: 1軒/km2（2軒/mi2） 人種別人口構成 - 白人: 90.51% - アフリカン・アメリカン: 0.32% - ネイティブ・アメリカン: 6.05% - アジア人: 0.23% - 太平洋諸島系: 0.05% - その他の人種: 0.30% - 混血: 2.54% - ヒスパニック・ラテン系: 1.74% 先祖による構成 - ドイツ系：33.6％ - イギリス系：12.1％ - ノルウェー系：9.5％ - アイルランド系：7.0％ 年齢別人口構成 - 18歳未満: 22.8% - 18-24歳: 5.8% - 25-44歳: 20.6% - 45-64歳: 28.3% - 65歳以上: 22.5% - 年齢の中央値:46歳 - 性比（女性100人あたり男性の人口） - 総人口: 109.8 - 18歳以上: 103.8 | 世帯と家族（対世帯数） - 18歳未満の子供がいる: 23.7% - 結婚・同居している夫婦:50.9% - 未婚・離婚・死別女性が世帯主: 8.5% - 非家族世帯: 36.8% - 単身世帯: 32.7% - 65歳以上の老人1人暮らし: 14.6% - 平均構成人数 - 世帯: 2.23人 - 家族: 2.82人 収入と家計 - 収入の中央値 - 世帯: 29,631米ドル - 家族: 37,827米ドル - 性別 - 男性: 30,646米ドル - 女性: 20,017米ドル - 人口1人あたり収入: 17,048米ドル - 貧困線以下 - 対人口: 13.6% - 対家族数: 7.8% - 18歳未満: 18.9% - 65歳以上: 9.8% |

### 収入

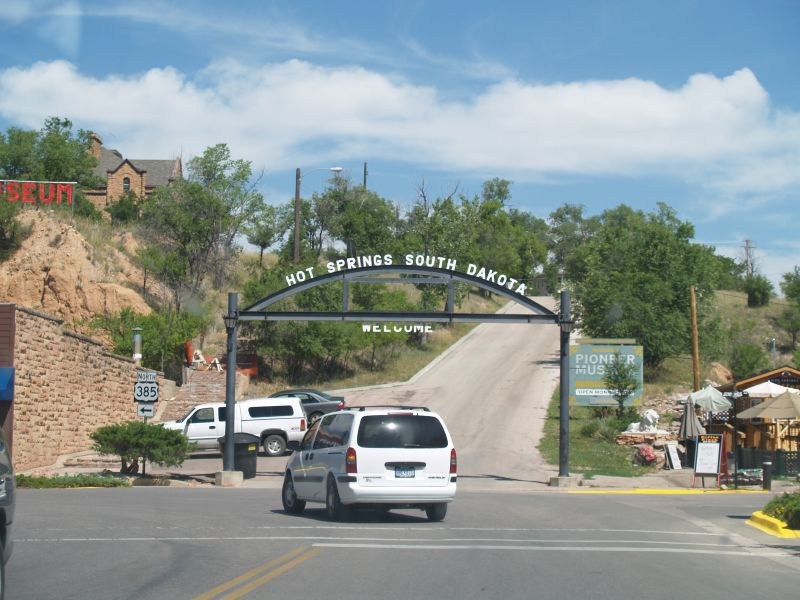
ホットスプリングス市の歓迎看板

## 都市と町
- アードモア
- エッジモント
- ホットスプリングス - 郡庁所在地
- オエルリックス
- ラムフォード - 未編入領域

### 郡区
フォールリバー郡は下記3の郡区に分けられている。
- アージェンタイン
- プロボ
- ロビンス

また、ノースイーストフォールリバーとサウスウェストフォールリバーの2つの未編入領域がある。